# 中野信治
中野信治（1971年4月1日—）出生於日本大阪府高槻市的前一級方程式賽車賽車手。

## 個人資料
- 身高：174公分
- 體重：67公斤
- 血型：AB型[1]

## 生平
1982年當時11歲的他，父親中野常治帶著他參賽卡丁車，到了15歲時被Mugen Karting廠隊相中擔任車隊車手，後來決心希望進入一級方程式賽車，20歲時開始參加英國的方程式賽事，當時初賽的成績十分亮眼，超越魯本斯·巴里切羅、僅次於大衛·庫塔。1997年成功打進一級方程式賽車的世界，首先成為保魯斯車隊的車手，次年加入米納爾迪車隊，1999年是喬丹車隊的試車手，雖然最高賽事的生涯在此止步，但仍然在賽車圈活躍十餘年。
現今是網路媒體的專欄評論家。

## 相關連結
- 個人官網：中野信治
- 部落格：Driving my life
- 中野信治的X（前Twitter）
- 中野信治的Instagram帳戶